# سودري
سودري بلدة تقع في ولاية شمال كردفان في السودان على ارتفاع 571 متر فوق سطح البحر (1873 قدم) وتبعد عن العاصمة الخرطوم بحوالي 799 كيلومتر ( 495 ميل)، وتشتهر بثروتها الحيوانية والمعدنية خاصة خام الذهب. وهي اكبر محليات الولاية مساحة.

## الموقع
تقع سودري في اقصى شمال ولاية شمال كرفان بين خطي 14.24 شمالاً و 29.6 شرقاً 14°24'44.3"N 29°06'09.4"E
وتحدها غرباً ولاية شمال دارفور وجنوباً محليتا النهود و ود بنده، وشمالاً الحدود الليبية، وشرقاً محلية جبرة الشيخ.

## النشاط الإقتصادي
تتمبز المحلية بثروة حيوانية ضخمة تتمثل في الضأن الكباشي والذي يشكل نسبة 20% من الصادر السوداني، اضافة الى اشتهارها بالابل كماً ونوعاً وكمية مقدرة من الماعز والابقار
 زيبلغ تعداد الثروة الحيوانية بها 5 ملايين و 229 ألف و111رأسا من الانعام المختلفة.

## الإدارة والسكان
تضم المحلية ثلاث اداريات هي:
- سودري
- أم بادر
- حمرة الشيخ

وتعتبر سودري حاضرة نظارات قبائل الكواهلة والكبابيش وقبائل أخرى منها الكاجا والكتول وامارة الجبال البحرية.
ويبلغ عدد سكانها 271,465 نسمة حسب تقديرات عام 2008

## الخدمات
في مجال الخدمات الصحية توجد بها فقط ثلاثة مستشفيات ريفية في كل من سودري وام بادر وحمرة الشيخ، وتعاني هذه المؤسسات من النقص اللوجستي الحاد ويوجد بها طبيب امتياز واحد.

## الطوبغرافيا
تقع سودري في الطرف الجنوب الغربي للصحراء الكبري وأرضها مغطاة بكثبان الرمال تتخللها بعض الجبال التي تنمو فيها بعض النباتات خاصة في الموسم المطير .

## مشكلة المياه
تعاني سودري المدينة وبواديها من مشكلة شح مياه الشرب التي أخدذت تتفاقم بمرور السنوات وتأتي المياه الى البلدة من مسافة تبعد عن مركزها ما يقارب العشرين كيلو متراً من دونكي ( بئر ومستودع مياه) المراحيك والتي تتم تغذيتها بالماء عن طريق ناقلات المياه التجارية او تلك التي تستثمر فيها بعض المؤسسات الحكومية كما تنقل اليها من الاودية و الخيران و الرهود خلال موسم الأمطار.